# Youwarou (Kreis)

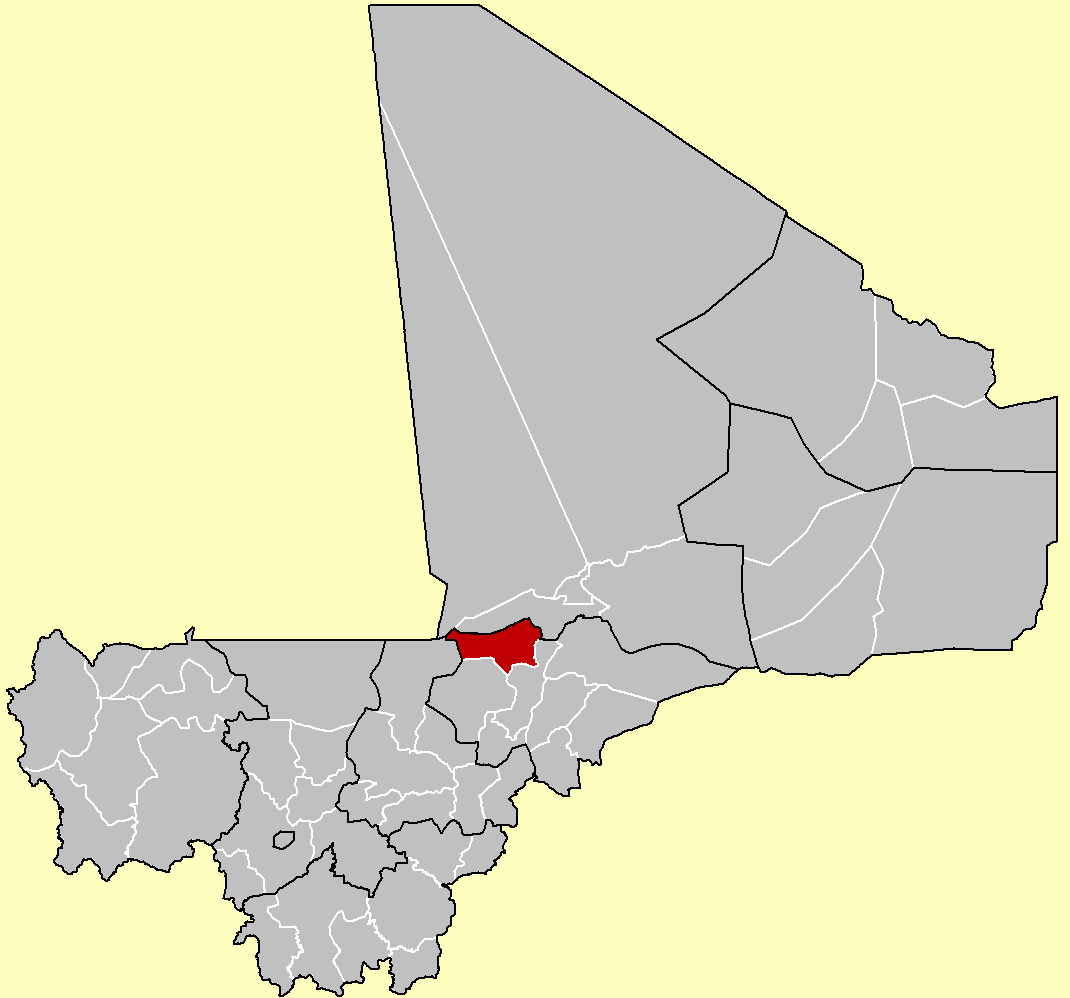
Kreis Youwarou

Youwarou ist der Name eines Kreises (franz. cercle de Youwarou) in der Region Mopti in Mali, mit einer Fläche von 7139 km².
Der Kreis teilt sich in sieben Gemeinden, die Einwohnerzahl betrug beim Zensus 2009 106.768 Einwohner. (Zensus 2009)
Gemeinden: Youwarou (Hauptort), Bimbéré Tama, Déboyé, Dirma, Dongo, Farimaké, N'Dodjiga. 